# Válečný záslužný kříž (Sasko)
Válečný záslužný kříž (německy Kriegsverdienstkreuz) bylo saské vojenské vyznamenání. Založil ho 30. října 1915 saský král Fridrich August III. a uděloval se všem osobám jako uznání za jedinečný vlastenecký čin za první světové války. Uděloval se až do roku 1918.

## Vzhled vyznamenání
Odznakem je bronzový tlapatý kříž s prodlouženým dolním ramenem. Pod křížem se nachází vavřínový věnec. Na horním rameni je znázorněna koruna, na dolním pak letopočet založení 1915. V kulatém středovém medailonu je vyobrazeno doleva hledící poprsí saského krále, okolo nějž se vine nápis FRIEDRICH AUGUST KOENIG VON SACHSEN (Fridrich August král saský). Na zadní straně vodorovných ramen je vyryté slovo WELT KRIEG (světová válka) rozdělené středovým medailonem s korunovanými, vzájemně propojenými iniciály zakladatele F A.
Stuha zelená s modro-žluto-modrým lemem a bílým postranním pruhem.